# مسجد نجف خان دولت‌آباد
مسجد نجف خان دولت‌آباد مربوط به دوره افشار است و در سمت جنوب دولت‌آباد شهرستان زاوه واقع شده و این اثر در تاریخ ۵ تیر ۱۳۸۴ با شمارهٔ ثبت ۱۱۹۱۰ به‌عنوان یکی از آثار ملی ایران به ثبت رسیده است.